# Constanza Garrone
Constanza Garrone (Buenos Aires, 22 de octubre de 1996) es una tenismesista argentina. Ha ganado la medalla de bronce en el Campeonato Mundial de tenis de mesa adaptado disputado en el 2022, y medalla de bronce en los Juegos panamericanos de 2019.
Además es conocida por su militancia feminista y en discapacidad.

## Carrera deportiva
En su infancia practicaba y competía en gimnasia artística, hasta que a los 14 años tuvo un accidente y comenzó a practicar tenis de mesa adaptado de manera recreativa, pero al poco tiempo se dedicó profesionalmente al deporte. 
Comenzó su carrera en el tenis de mesa adaptado a fines de 2013. Desde entonces, se ha convertido en una de las mejores tenismesistas de América Latina. En 2019, obtuvo la medalla de bronce en los Juegos Panamericanos de Lima.
También fue seleccionada para representar a Argentina en los Juegos Paralímpicos de Tokio de 2020, aunque estos se han aplazado hasta el 2022 debido a la pandemia de Covid-19, donde logró un diploma paralímpico por clasificar a los Juegos Paralímpicos de Tokio 2021, y el puesto número 4 en el ranking mundial de tenis de mesa adaptado.
Además de esto, también ha participado en competencias representando a la República Argentina.
Actualmente se encuentra clasificada para los Juegos Paralímpicos de París 2024.

## Vida personal
Trabaja en la promoción de la inclusión deportiva y la deconstrucción de los estereotipos de género en el deporte. También es una firme creyente en el poder que tiene el deporte para cambiar la vida de las personas y la sociedad en general.
Es Licenciada psicología recibida en la Universidad de Morón.(2023). Actualmente se encuentra cursando un posgrado en psicoanálisis en el Instituto Fernando Ulloa.
Además continúa sus estudios en otro posgrado de Psicología Deportiva en la Asociación de Psicólogos Deportivos de Argentina (APDA).

## Radio
- Sin Barreras (2020-2022) Radio Amplitud AM 660. Como columnista en género y discapacidad.[12][13]

## Filmografía
- Sin barreras (2020) Documental.[14]

## Premios y distinciones
- 1º puesto en cat. 3 (17 a 19 años) en el 32° Concurso Nacional de Dibujo y Literatura (2014), del Comité Olímpico Argentino[15]